# Метод Адамса
Метод Адамса — група методів чисельного інтегрування звичайних диференційних рівнянь, які дозволяють обчислювати таблицю наближених значень розв'язку за даними в початкових точках.
В однокрокових методах для обчислення значення уn+1 використовується значения тільки уn і для підвищення точності при фіксованому кроці необхідно проводити обчислення великої кількості допоміжних величин. Це є причиною того, що для багатьох задач застосування формул Рунге-Кутти неможливе внаслідок надто великого обсягу обчислень. Тому часто раціональніше переходити до багатокрокових методів, які дають можливість, використовуючи значення f(xi,yi), що обчислені на попередніх кроках, отримати прийнятну точність.
Серед k-крокових методів найчастіше використовують методи інтегрування на сітці з постійним кроком, які називаються скінченно-різницевими схемами. Розглянемо загальне диференційне рівняння (1)
 {\displaystyle \int \limits _{D}f({\vec {x}})d{\vec {x}}\approx \sum _{i=1}^{N}\omega _{i}f({\vec {x}}^{i})}
Припустимо, що вже відомі розв'язки на множині значень Хi (і=0,1,. . .,п). Тобто можна записати рівняння (2):
{\displaystyle y(x_{n+1})=y_{n}+\int _{x_{n}}^{x_{n+1}}f(t,y(t))dt}
При обчисленні інтеграла в правій частині цього виразу підінтегральну функцію замінимо на інтерполяційний многочлен Ньютона для інтерполяції назад {\displaystyle P_{n-1}(x)=f(x_{n})+f(x_{n-1};x_{n})(x-x_{n})+...+f(x_{1};...;x_{n})(x-x_{n})...(x-x_{1})} на сітці хп, xn-1, xn-2 ,... 
При цьому
{\displaystyle f(x,y)\equiv f(x)=a_{0}+a_{1}(x-x_{n})+a_{2}(x-x_{n})(x-x_{n-1})+...+a_{m}(x-x_{n})...(x-x_{n-m+1})+R_{m}(x)} де {\displaystyle a_{k}={\frac {\nabla ^{k}f_{n}}{k!h^{k}}}} і Rm(x) - похибка інтерполяції, яка і буде визначати похибку 
отриманих нижче формул. Нагадаємо, що {\displaystyle \nabla ^{k}f_{n}} — скінченні ліві різниці k-го порядку функції f(x,y) в точці хn. Підставивши  в (2) праву частину (1) і знехтувавши оцінкою похибки, отримаємо
{\displaystyle \int _{x_{n}}^{x_{n+1}}f(t,y(t))dt\approx \sum _{k=0}^{m}{\frac {\nabla ^{k}f_{n}}{k!h^{k}}}\int _{x_{n}}^{x_{n+1}}(t-x_{n})...(t-x_{n-k+1})dt}
Обчислимо декілька перших інтегралів:
{\displaystyle k=0,\int _{x_{n}}^{x_{n+1}}dt=h}
{\displaystyle k=1,\int _{x_{n}}^{x_{n+1}}(t-x_{n})dt={\frac {h^{2}}{2}}}
{\displaystyle k=2,\int _{x_{n}}^{x_{n+1}}(t-x_{n})(t-x_{n-1})dt={\frac {5}{6}}h^{3}}
У результаті отримаємо формулу Адамса
{\displaystyle y_{n+1}=y_{n}+h[f_{n}+{\frac {1}{2}}\nabla f_{n}+{\frac {5}{12}}\nabla ^{2}f_{n}+{\frac {3}{8}}\nabla ^{3}f_{n}+{\frac {251}{720}}\nabla ^{4}f_{n}+...]}
де порядок точності методу збігається з кількістю доданків у квадратних дужках.
На практиці, для користування цією формулою залежно від порядку точності, необхідно знати відповідну початкову послідовність значень fi (а значить і yi) у вузлах Хi. Для їх обчислення зазвичай використовують однокроковий метод (наприклад Рунге-Кутти) в початкових точках поблизу x0, а потім переходять до використання формули Адамса.

## Приклади
Розглянемо такий приклад
{\displaystyle y'=y,\quad y(0)=1.}
Точним розв'язком є {\displaystyle y(t)=\mathrm {e} ^{t}}.

### Однокроковий Ейлер
Простим чисельним методом є метод Ейлера:
{\displaystyle y_{n+1}=y_{n}+hf(t_{n},y_{n}).\,}
Метод Ейлера можна розглядати як вироджений в однокроковий багатокроковий метод.
Цей метод, застосований з кроком розміру {\displaystyle h={\tfrac {1}{2}}} на проблемі {\displaystyle y'=y}, дає такі висліди:
{\displaystyle {\begin{aligned}y_{1}&=y_{0}+hf(t_{0},y_{0})=1+{\tfrac {1}{2}}\cdot 1=1.5,\\y_{2}&=y_{1}+hf(t_{1},y_{1})=1.5+{\tfrac {1}{2}}\cdot 1.5=2.25,\\y_{3}&=y_{2}+hf(t_{2},y_{2})=2.25+{\tfrac {1}{2}}\cdot 2.25=3.375,\\y_{4}&=y_{3}+hf(t_{3},y_{3})=3.375+{\tfrac {1}{2}}\cdot 3.375=5.0625.\end{aligned}}}

### Двокроковий метод Адамса-Бешфорта
Метод Ейлер однокроковий. Простий багатокроковий метод це двокроковий метод Адамса-Бешфорта (англ. Adams–Bashforth method)
{\displaystyle y_{n+2}=y_{n+1}+{\tfrac {3}{2}}hf(t_{n+1},y_{n+1})-{\tfrac {1}{2}}hf(t_{n},y_{n}).}
Цей метод для отримання наступного значення, {\displaystyle y_{n+2}}, потребує два значення, {\displaystyle y_{n+1}} і {\displaystyle y_{n}}. Однак, задача з початковим значенням надає лише одне, {\displaystyle y_{0}=1}. Один з підходів полягає у використанні {\displaystyle y_{1}} обчисленого методом Ейлера як другого значення. З таким вибором, метод Адамса-Бешфорта видає (округлено до чотирьох цифр):
{\displaystyle {\begin{aligned}y_{2}&=y_{1}+{\tfrac {3}{2}}hf(t_{1},y_{1})-{\tfrac {1}{2}}hf(t_{0},y_{0})=1.5+{\tfrac {3}{2}}\cdot {\tfrac {1}{2}}\cdot 1.5-{\tfrac {1}{2}}\cdot {\tfrac {1}{2}}\cdot 1=2.375,\\y_{3}&=y_{2}+{\tfrac {3}{2}}hf(t_{2},y_{2})-{\tfrac {1}{2}}hf(t_{1},y_{1})=2.375+{\tfrac {3}{2}}\cdot {\tfrac {1}{2}}\cdot 2.375-{\tfrac {1}{2}}\cdot {\tfrac {1}{2}}\cdot 1.5=3.7812,\\y_{4}&=y_{3}+{\tfrac {3}{2}}hf(t_{3},y_{3})-{\tfrac {1}{2}}hf(t_{2},y_{2})=3.7812+{\tfrac {3}{2}}\cdot {\tfrac {1}{2}}\cdot 3.7812-{\tfrac {1}{2}}\cdot {\tfrac {1}{2}}\cdot 2.375=6.0234.\end{aligned}}}
Точний розв'язок при {\displaystyle t=t_{4}=2} є {\displaystyle \mathrm {e} ^{2}=7.3891\ldots }, отже двокроковий метод Адамса-Бешфорта точніший ніж метод Ейлера. Це завжди виконується якщо крок достатньо малий.